# Соль мажор
Соль мажор (англ. G major, нім. G-dur) — мажорна тональність, тонікою якої є звук соль. Гама соль-мажор містить звуки:
 соль — ля — сі - до — ре — мі — фа♯ 
 G - A - B - C - D - E - F♯ .
Паралельна тональність мі мінор, однойменний мінор — соль мінор. Соль мажор має один дієз біля ключа (фа-).

## Найвідоміші твори, написані в цій тональності
- Й. С. Бах — Бранденбурзький концерт № 3,
Гольдберг-варіації,
прелюдія і фуга з 1-го та 2-го зошитів ДТК
- В. А. Моцарт — Симфонія № 37
Маленька нічна серенада (нім. Eine Kleine Nachtmusik)
- Л. Бетховен — Концерт для ф-но з оркестром № 4
фортепіанні сонати № 10, 16, 20, 25
скрипкові сонати № 8, 10 Д. Бортнянський — хорові концерти «Слава вишніх Богу»[2]
- С. Прокоф'єв — Фортепіанний концерт № 5
- Д. Шостакович — Віолончельний концерт № 2
- The Beatles All you need is love
- Ramage - Ya Lil (Al Anisa Farah)